# Tippen

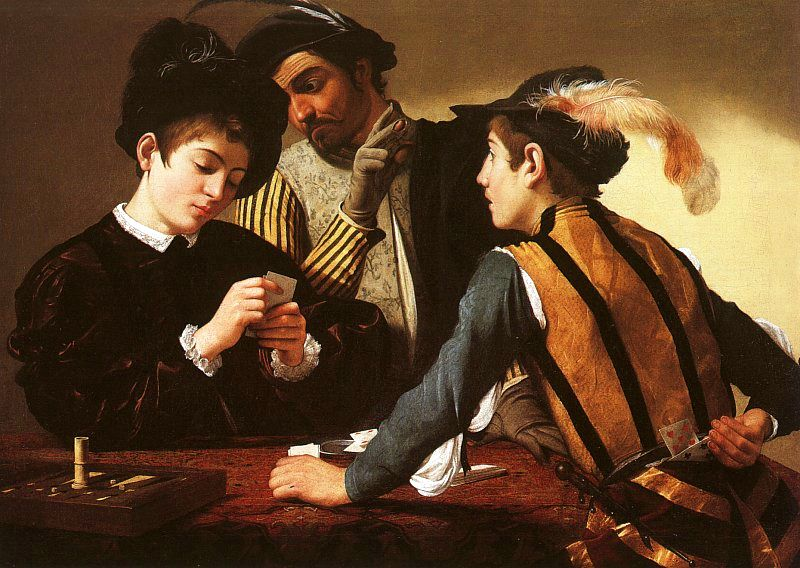
Michelangelo Merisi da Caravaggio: Die Falschspieler (Gemälde um 1594)

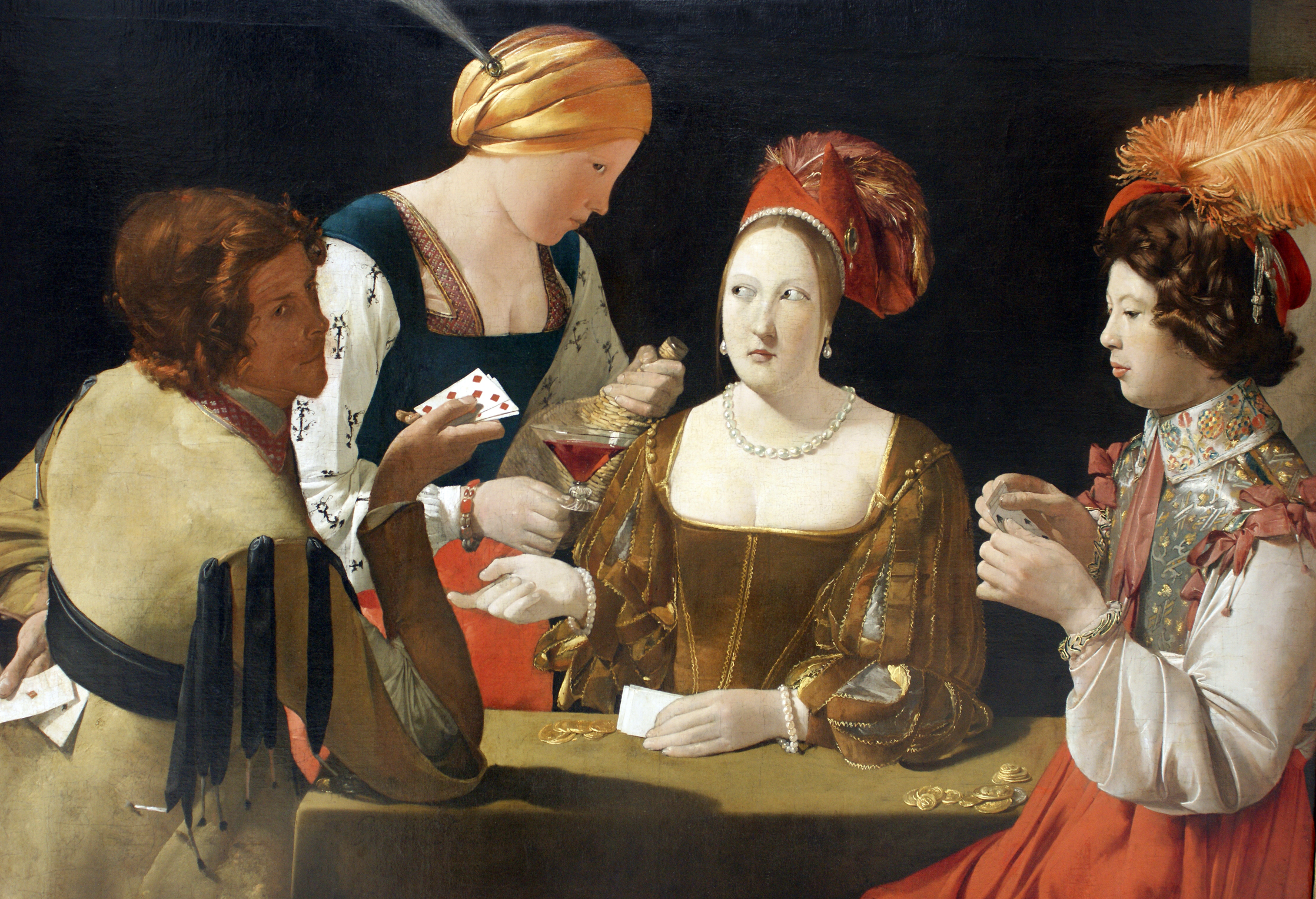
Georges de la Tour: Der Falschspieler mit dem Karo-Ass

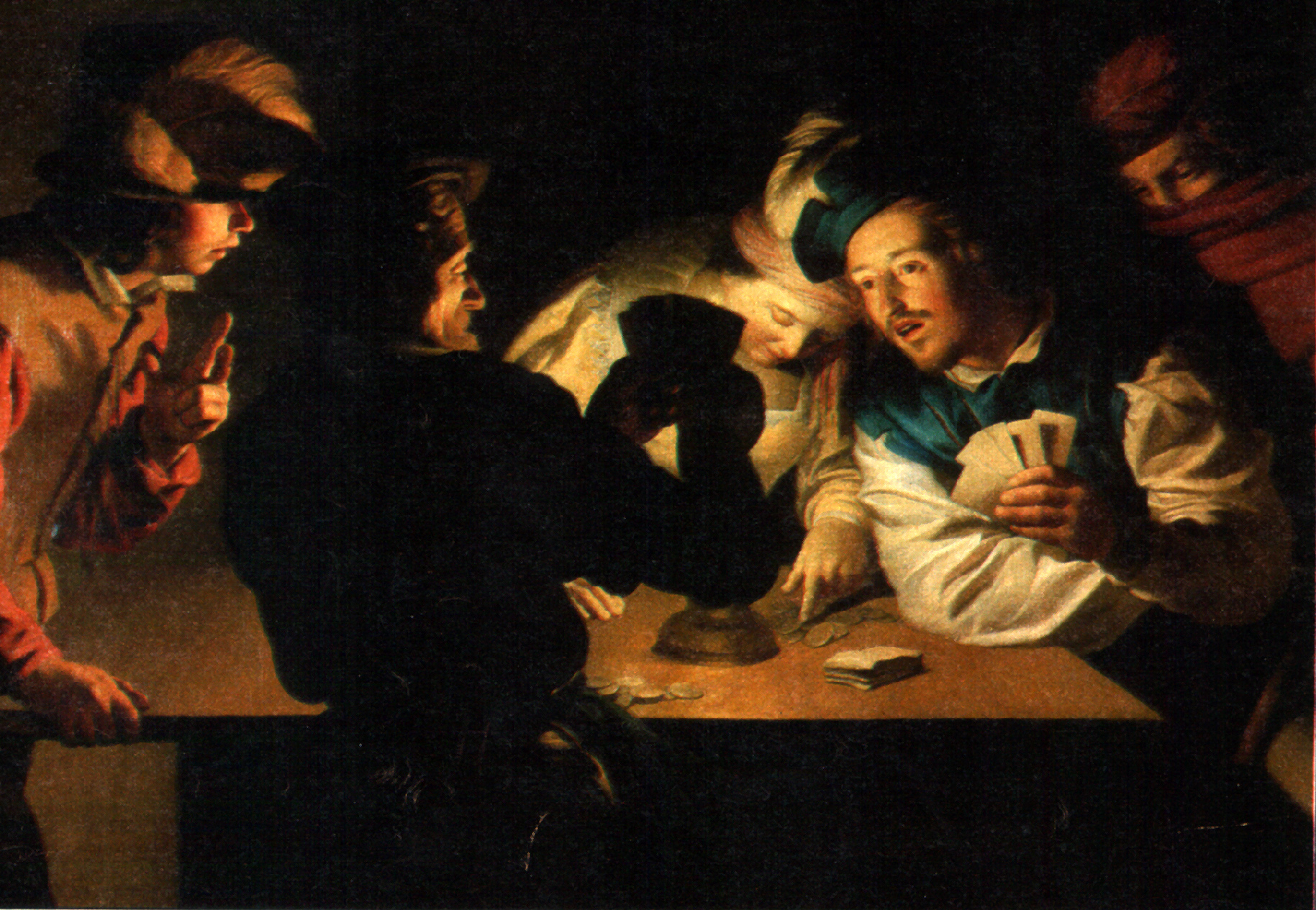
Gerrit van Honthorst: Die Falschspieler

Tippen, Dreiblatt oder Zwicken (vgl. hier) ist ein dem Mauscheln ähnliches Karten-Glücksspiel, das früher in Deutschland und den Ländern Österreich-Ungarns weit verbreitet war.
Weitere Namen des Spieles sind Labet (von frz. la bête), Pochen – allerdings nicht zu verwechseln mit dem gleichnamigen Vorläufer des Pokerspiels (vgl. Poch) – und Kleinpréférence (vgl. Préférence).
Dem Tippen ähnliche Spiele sind das in Großbritannien und den USA beheimatete Loo, auch das dänischen und schwedischen Trekort („Dreiblatt“) sowie das aus Frankreich stammende Mistigri.

## Die Grundregeln
Tippen wird von drei bis sechs Personen mit 32, bei noch mehr Teilnehmern mit 52 Karten gespielt. 
Der jeweilige Kartengeber setzt drei Spielmarken als Stamm in den Pot und teilt jedem Spieler einzeln drei Blätter. Die nächste Karte wird offen aufgeschlagen und bestimmt die Trumpffarbe. 
Liegt nur der Stamm im Pot, so müssen alle Spieler mitgehen, und wer keinen Stich erzielt, zahlt als Bête den Betrag, der im Pot liegt. 
Liegt jedoch mehr als nur der Stamm im Pot, so darf der Spieler, welcher auf einen Stich nicht rechnet, passen; hat jemand aber gute Karten, so sagt er: „Ich gehe mit“ oder tippt mit dem Finger auf den Tisch. 
Man muss Farbe bedienen oder trumpfen.
Für jeden Stich erhält man ein Drittel des Kasseninhalts. Wer mitgeht und keinen Stich macht, zahlt so viel Bête wie im Pot steht.

## Regelvarianten
Wie die meisten Kartenspiele wird auch Tippen mit vielen zusätzlichen Regelvarianten gespielt; insbesondere wird häufig so wie beim Mauscheln die Möglichkeit geboten, Karten zu tauschen.